# Tonaki-jima
Tonaki-jima (jap. 渡名喜島, Okinawaisch: Tunachi) ist eine Insel der japanischen Ryūkyū-Inselkette.

## Geografie
Tonaki-jima liegt je etwa 20 km nordwestlich von Zamami-jima der Kerama-Inseln, östlich des vorgelagerten Korallenriffs bzw. dessen Erhebung Ugan-saki bei Kume-jima und südlich von Aguni-jima. Etwa 3,5 km nordwestlich liegt die Nachbarinsel Irisuna-jima. Gemeinsam mit dieser gehört Tonaki-jima zur Gemeinde Tonaki, wobei jedoch nur Tonaki-jima bewohnt ist, während Irisuna-jima US-Militärgebiet ist. Daneben liegt etwa 50 m vor der Südostküste Tonaki-jimas das ein Hektar große Eiland Shimajiri-saki (島尻崎).
Besiedelt ist von der 3,58 km² großen Insel nur ein Flachlandstreifen zwischen dem 145,9 m hohen Nishimui (西森) ganz Norden der Insel und dem 136,8 m hohen Gichuyama (義中山) im Zentrum. Im Süden schließt der 179 m hohe Ūtaki (大岳), gefolgt vom 165,3 m hohen Ūnda (大本田) an. Östlich davon liegt die Halbinsel bzw. das Kap Umu (ヲモ), deren Südflanke steil zum Meer abfällt, wobei der höchste Punkt dieser Klippen 178,2 beträgt. Umgeben ist Tonaki-jima von einem Korallenriff.